# ハワード・フィンケル
ハワード・フィンケル（Howard Finkel、1950年6月7日 - 2020年4月16日）は、アメリカ合衆国のプロレス団体WWEのリングアナウンサー。愛称はザ・フィンク（The Fink）。 
2002年までリード・リングアナウンサーを務め、近年はWWEのパブリケーション業務を担当していた。

## 来歴
1975年、ビンス・マクマホン・シニアのWWWF時代からWWEに在籍し、1977年よりマディソン・スクエア・ガーデンにおける定期戦のリングアナウンサーを担当。以降は団体のリード・リングアナウンサーを任され、ブルーノ・サンマルチノ、ボブ・バックランド、ハルク・ホーガン、ブレット・ハート、ショーン・マイケルズ、ジ・アンダーテイカー、ストーン・コールド・スティーブ・オースチン、ザ・ロックなど、WWWF〜WWF〜WWEの歴代のトップスターをコールした。

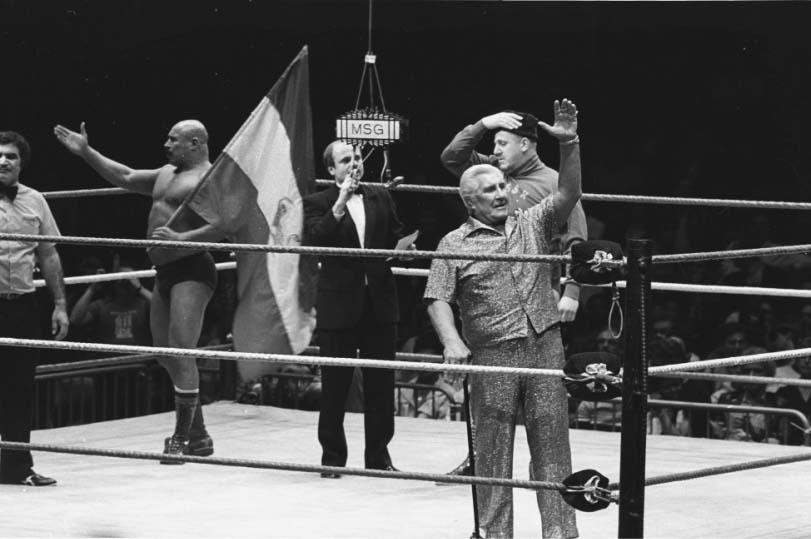
MSGのリングで選手をコールするハワード・フィンケル（1985年頃のWWF）

1970年代後半から1980年代前半にかけては新日本プロレスが当時のWWFと提携していたこともあり、アントニオ猪木、藤波辰巳、坂口征二、ストロング小林、キラー・カーン、ミスター・サイトー、リッキー・チョーシュー、タイガーマスク、前田日明、ザ・コブラなど、ニューヨークに登場した日本人選手も数多くコールしている。
ブレット・ハート全盛時のニュージェネレーション期のWWEでは悪徳マネージャーのハービー・ウィップルマンとの抗争アングルが展開され、1995年1月9日には初めて試合に出場し、ウィップルマンを相手にタキシードマッチを行った。1999年からはトニー・チメルやリリアン・ガルシアに徐々に後任を譲るようになるが、アングルの上ではリード・リングアナウンサーの座を巡る彼らとのストーリーが組まれ、同年8月から10月にかけてはクリス・ジェリコの部下となり、ヒールのポジションでチメルと抗争。2002年にはリリアン・ガルシアとも争い、8月26日のRAWでは彼女とのイブニングガウン&タキシードマッチが行われている。
以降はRAWのリングアナウンサーを正式にリリアンに任せて第一線から退き、近年はWWEの広報部門に携わりながら、レジェンド・セレモニーなどで時折アナウンスを担当した。30年以上に渡るWWEでの功績をたたえ、2009年にはWWE殿堂に迎えられた。WWE.comのトーク・コーナー "Byte This" のホストやコラム執筆を手掛けていたこともあり、リッキー・スティムボートのニックネーム "ザ・ドラゴン" の名付け親でもある。
2011年11月20日にマディソン・スクエア・ガーデンで開催されたサバイバー・シリーズでは、アルベルト・デル・リオの私設リングアナウンサーであるリカルド・ロドリゲスに対抗し、CMパンクのゲスト・リングアナウンサーとして登場した。2012年7月23日のRAW1000回記念放送 "RAW 1000" では、往年のレジェンドが大挙登場したヒース・スレイター対リタ戦のリングアナウンサーを務めた。
2020年4月16日、69歳で死去。 